# Monnow
Monnow (wal. Afon Mynwy) – rzeka w Wielkiej Brytanii o długości 42 km, na granicy między Anglią (hrabstwo Herefordshire) i Walią (hrabstwo Monmouthshire). Po walijsku nazwa oznacza 'wartka rzeka’.
Przez większość swojego krótkiego biegu zaznacza granicę między Anglią a Walią, po czym zasila rzekę Wye, z którą łączy się w Monmouth. W Monmouth znajduje się również średniowieczny most Monnow. Źródło rzeki znajduje się w Black Mountains.